# Petr Oslzlý

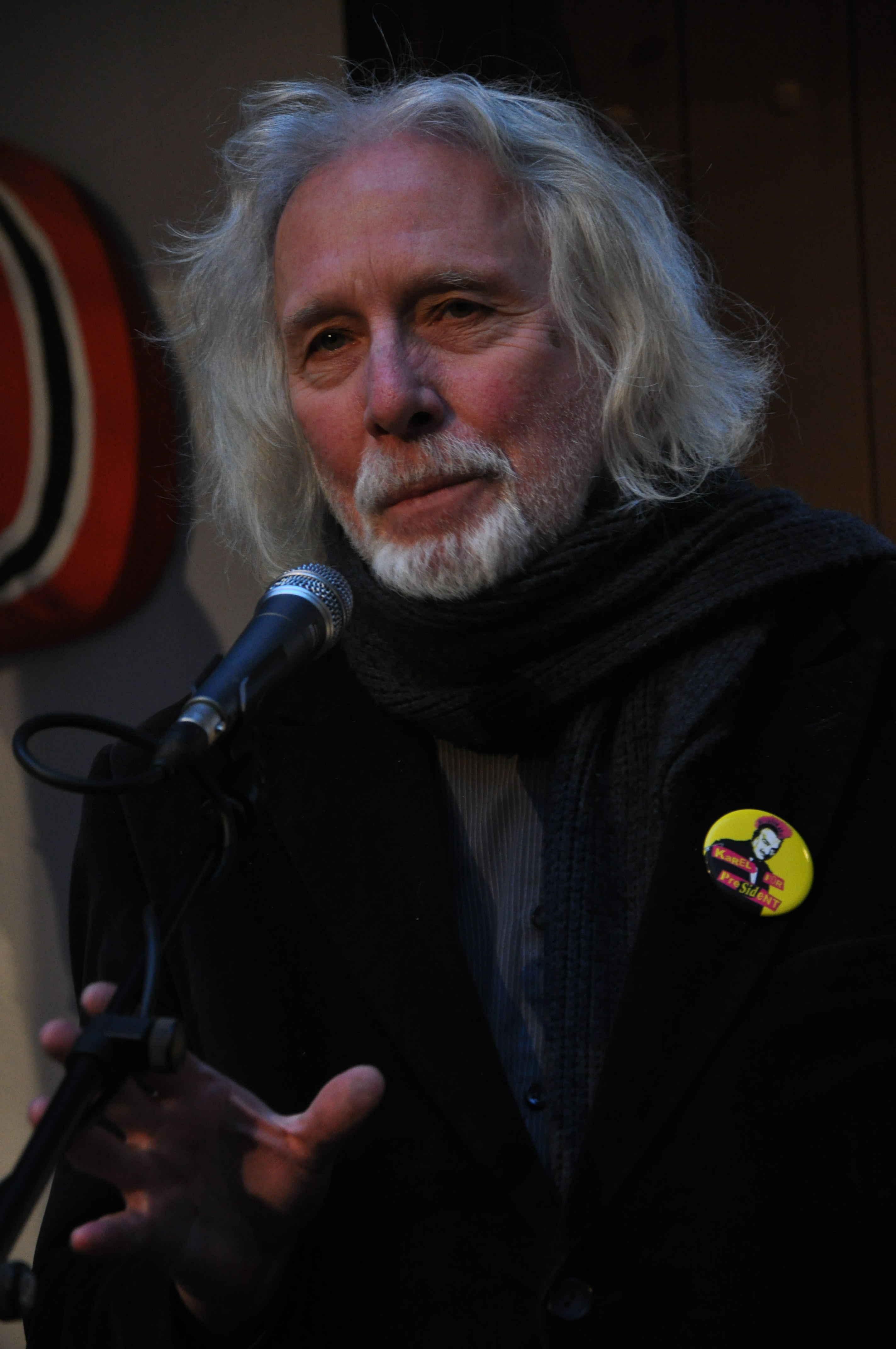
Petr Oslzlý

Petr Oslzlý (* 26. April 1945 in Konice) ist ein tschechischer Dramaturg, Drehbuchautor und Schauspieler.
Oslzlý war Protagonist des experimentellen Theaters Quidam. Er war maßgeblich an der Entstehung des Theaters Divadlo na provázku bzw. Divadlo Husa na provázku sowie der „Untergrunduniversität“ in Brünn beteiligt. Mit Jaroslav Kořán verfasste er 1981 eine Monographie über das Living Theatre. Von 1990 bis 1992 war er Berater des Präsidenten Václav Havel. Danach wurde er Prodekan für Theaterwissenschaft an der Theaterfakultät der Janáček-Musikakademie (JAMU). Seit 1993 leitet er das Zentrum für experimentelles Theater in Brünn.